# Massacre du Petit Séminaire de Buta
Le massacre du Petit Séminaire de Buta a eu lieu le 30 avril 1997 dans la province de Bururi, au Burundi, dans le contexte de la guerre civile burundaise. Quarante jeunes séminaristes âgés de 11 à 21 ans sont assassinés par un groupe de rebelles du CNDD-FDD. Les victimes, qui refusèrent de se séparer selon leur appartenance aux ethnies Tutsi et Hutu, font actuellement l'objet d'une procédure de béatification.

## Contexte
Depuis 1993, le Burundi est plongé dans une guerre civile opposant principalement les forces gouvernementales, dominées par la minorité tutsie, à plusieurs groupes rebelles hutus. Le Petit Séminaire de Buta accueille alors des jeunes séminaristes issus des deux principales ethnies du pays, Hutu et Tutsi, dans un cadre éducatif religieux.

## Déroulement
Le 30 avril 1997, aux alentours de 5 heures 30 du matin, des hommes armés pénètrent dans les dortoirs du séminaire. Les assaillants rassemblent les occupants, et leur ordonnent de se séparer selon leur appartenance ethnique. Devant le refus de séminaristes, ils ouvrent le feu et tuent 40 des jeunes garçons. Les victimes étaient âgées de 11 à 21 ans.

## Commémoration et postérité
Le séminaire poursuit encore son activité sur le site de l’attaque. Un sanctuaire, nommé "Sanctuaire des martyrs de la fraternité", a été érigé en mémoire des victimes. Le 30 avril est devenu un jour de commémoration dans l'Église catholique du Burundi. 
Une procédure de béatification a été engagée par l'Église catholique pour reconnaître les séminaristes tués comme martyrs.

## Sources
- Zacharie Bukuru, « Les martyrs de Buta », sur Itorero.org, consulté le 15 juillet 2025.
- « Frères à la vie, frères à la mort (1997) », sur 1000raisonsdecroire.com, consulté le 15 juillet 2025.
- Human Rights Watch, « Burundi : Ne laissons pas les forces de sécurité hors de contrôle », 1998. Lire en ligne.
- « Buta : les rescapés et les familles des 40 martyrs se souviennent », sur iwacu-burundi.org, consulté le 15 juillet 2025.